# 新選組チューボー録
『新選組チューボー録』（しんせんぐみチューボーろく）は、バンダイナムコピクチャーズによる日本のメディアミックス作品。

## 概要
バンダイナムコピクチャーズが「食×タイムスリップ×新選組」をテーマにしたオリジナルIPとして展開する。キャラクターデザインは齋藤将嗣。
SOWによるWeb小説が2021年1月12日より矢立文庫から配信されている。
また、『月刊少年エース』（KADOKAWA）にて、作画：熊谷綾人によるコミカライズ版が2021年2月26日発売の4月号より2022年1月26日発売の3月号まで連載されたほか、アニメなどの展開も予定されている。

## あらすじ
高校生の稲葉泉は幕末の江戸で茶店の下働きをしている。
蔵にあった包丁を手にしたら、幕末の動乱最中の京の都にタイムスリップした泉。
茶店の店主に拾われ、茶店で働くのであったが、店主に怪しまれ、命を狙われる。
その時、土方歳三に救われ、新撰組の賄い方に迎えられるのであった。

## 登場人物

### 主要人物
稲葉泉（いなば いずみ）
本作の主人公。17歳。女子高生。父に鍛え上げられた料理の高い腕前を持つ。一人称は「ボク」で、ボーイッシュな容姿のため、土方からは当初男だと思われていた。
土方歳三（ひじかた としぞう）
新選組副長。泉を賄い方として隊に招き入れる。実は甘党。

### 新選組
近藤勇（こんどう いさみ）
新選組局長。
沖田総司（おきた そうじ）
一番隊組長。本作では女性という設定となっている。同性の泉を拒絶し、敵意をむき出しにする。

### その他
稲葉泰膳（いなば たいぜん）
泉の父。超一流の料理人。なお、名前は本名ではない。

## 書誌情報

### 小説
- 原作：BN Pictures、SOW / 著：SOW / キャラクターデザイン・カバー:齋藤将嗣 / 挿絵:熊谷綾人 『小説 新選組チューボー録』 KADOKAWA〈角川コミックス・エース〉、2021年8月26日発売[3]、ISBN 978-4-04-811173-7

### 漫画
- 原作：BN Pictures・SOW / 漫画：熊谷綾人 / キャラクターデザイン：齋藤将嗣 『新選組チューボー録』 KADOKAWA〈角川コミックス・エース〉、全2巻
  1. 2021年8月26日発売[4]、ISBN 978-4-04-811172-0
  2. 2022年3月25日発売[5]、ISBN 978-4-04-112388-1